# Lampranthus arenicola
Lampranthus arenicola är en isörtsväxtart som beskrevs av L. Bol. Lampranthus arenicola ingår i släktet Lampranthus och familjen isörtsväxter. Inga underarter finns listade i Catalogue of Life.